# Phare de Şile
Le phare de Şile (en turc : Şile Feneri, ou Türkeli Feneri)  est un feu côtier situé sur la rive anatolienne de la mer Noire, dans le district de Şile, à Istanbul en Turquie.
Il est exploité et entretenu par l'Autorité de sécurité côtière (en turc : Kıyı Emniyeti Genel Müdürlüğü) du Ministère des transports et des communications.

## Histoire
Commandé par le sultan ottoman Abdülmecid Ier (règne de 1839 à 1861), il a été construit en 1859 par des ingénieurs français. En 1860, le phare est entré en service. Il est situé sur la pointe du cap Sile à 1 km au nord-est de la ville de Şile.
Initialement, le phare était éclairé au kérosène, mais la source de lumière a ensuite été remplacée par une lumière Dalén utilisant du carbure (gaz d'acétylène). Depuis 1968, il fonctionne à l'électricité. La lanterne du phare contient huit lentilles cylindriques catadioptriques de 925 mm et une source lumineuse de 1.000 W.
Le phare est l'un des plus connus et des plus beaux de Turquie. La station a été désignée monument historique national.

## 150e anniversaire
2010 était le 150e anniversaire de l'inauguration du phare. A cet effet, des célébrations ont eu lieu du 25 mai au 23 juillet, organisées par la municipalité locale. La poste turque a émis le 1er mai 2010 un timbre commémoratif.

## Description
Le phare  est une tour octogonale en pierre blanche, avec d'étroites bandes noires, de 19 m de haut, avec une galerie et une lanterne, attenante à une maison de gardien d'un étage.
Son feu à éclats émet, à une hauteur focale de 60 m,un long éclat blanc de 1.5 seconde par période de 15 secondes. Sa portée est de 20 milles nautiques (environ 38 km).
Identifiant :ARLHS : TUR-046 - Admiralty : N5832 - NGA : 19680.

## Caractéristique dufeu maritime
Fréquence : 15 secondes (W)
- Lumière : 1.5 secondes
- Obscurité : 13.5 secondes

|                 |
| Le phare (2009) |

|             |
| La lanterne |

|                  |
| Le phare de nuit |

### Lien connexe
- Liste des phares de Turquie